# 31 Arietis
31 Arietis, som är stjärnans Flamsteed-beteckning, är en dubbelstjärna belägen i den södra delen av stjärnbilden Väduren. Den har en kombinerad skenbar magnitud på ca 5,75 och är svagt synlig för blotta ögat där ljusföroreningar ej förekommer. Baserat på parallaxmätning inom Hipparcosuppdraget på ca 28,8 mas, beräknas den befinna sig på ett avstånd på ca 113 ljusår (ca 35 parsek) från solen. Den rör sig bort från solen med en heliocentrisk radialhastighet av ca 9 km/s. Stjärnan ligger nära ekliptikan, vilket gör att den kan vara föremål för ockultationer av månen.

## Egenskaper
Primärstjärnan 31 Arietis A är en gul till vit stjärna i huvudserien av spektralklass F7 V. Den har en radie som är ca 2 solradier och utsänder ca 6 gånger mera energi än solen från dess fotosfär vid en effektiv temperatur av ca 6 100 K.
De två stjärnorna kretsar kring varandra med en omloppsperiod av 3,80 år och en excentricitet på 0,017. Båda är av spektralklass av F7 V och har en gemensam dynamiska massa av 3,36 ± 0,04 solmassor.